# تیم یانگ
تیم یانگ (انگلیسی: Tim Young؛ زادهٔ ۱۵ اکتبر ۱۹۷۳) بازیکن بیس‌بال اهل ایالات متحده آمریکا بود.
وی در مسابقات کشوری و بین‌المللی در مجموع برندهٔ ۱ مدال طلا شده‌است.